# Дамба Шінґена

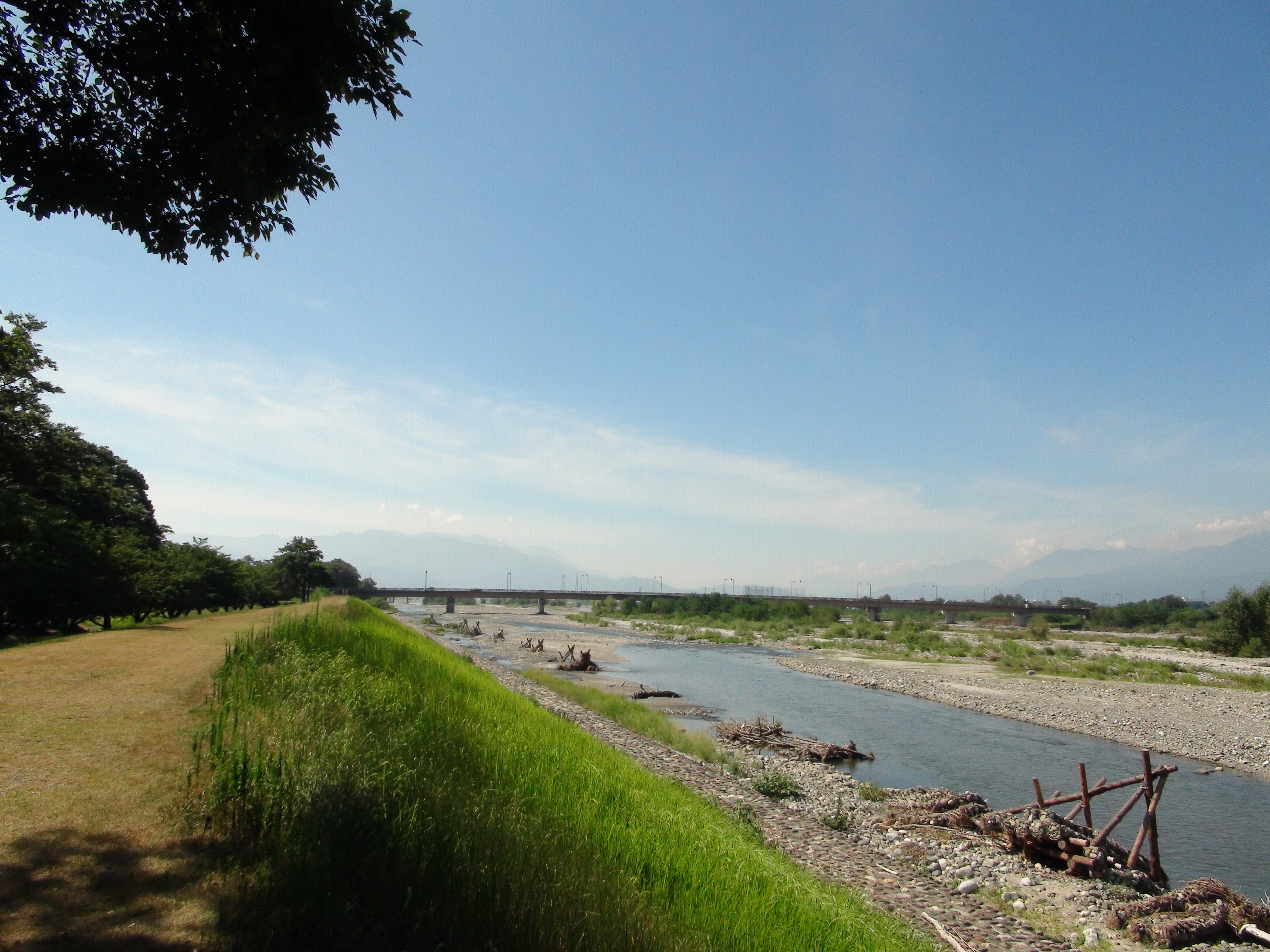
Дамба Шінґена

Да́мба Шінґе́на (яп. 【信玄堤】, しんげんづつみ) — річкова дамба в Японії, споруджена 1560 року полководцем Такедою Шінґеном. Розташована на березі річок Каманаші й Фуефукі, в районі Рюо міста Кай префектури Яманаші. Довжина понад 1800 м. Захищала прибережні сільські поселення від щорічного розливу річок.